# Mujàhid

Taifa de Dénia cap al 1037.

Abu-l-Jayx al-Muwàffaq bi-L·lah ibn Abd-Al·lah al-Amirí (àrab: ابو الجيش الموفق بالله بن عبد الله العامري, Abu l-Jayx al-Muwaffaq bi-Llāh b. ʿAbd Allāh al-ʿĀmirī), més conegut com a Mujàhid (àrab: مجاهد, Mujāhid) (? - 1044, Dénia) va ser emir de Dàniya (1010-1044). L'any 1015 incorporà les Illes Balears als seus dominis.
Esclau llibert dels amírides que escapà de Còrdova a causa de les lluites internes dins del califat de Còrdova. Primer provà d'instal·lar-se a Turtuixa, però Mudhàffar li n'expulsà, i després a Balànsiya, d'on Mubàrak també l'expulsà.
Finalment, l'any 1010 aconseguí de prendre el poder a Dàniyya i es proclamà emir constituint l'emirat de Dàniyya. Fonamentà la legitimitat del seu poder al·legant ser defensor de la causa dels omeies i a tal fi nomenà Abd-Al·lah al-Muaytí, membre de la dinastia omeia destronada (l'únic omeia que no era descendent d'Abd al-Rahman III), com a cap espiritual i governant, a nivell teòric, de l'emirat de Dàniyya, mentre que ell es proclamà regent el 1013. El 1016 però, va deposar Abd-Al·lah al-Muaytí i va donar les seves funcions religioses a Abd-Al·lah ibn Ubayd-Al·lah.
Mujàhid aconseguí amb el seu govern un gran desenvolupament econòmic i cultural, en especial a partir del 1015, quan conquerí les Illes Balears i en nomenà governador al valí Abu-l-Abbàs ibn Raixiq. A partir d'aleshores bastí una potent flota que es dedicà fonamentalment a la pirateria i el que tenia el port de Dénia anomenat al-Summān, i conegut pels cristians sota l'apel·lació de Musset o Mugettus, la base principal i on es construïren unes drassanes. El 1016 va atacar Sardenya i s'hi va establir per un temps no gaire llarg però va acabar expulsat per pisans i genovesos, quedant presoner el seu fill (i després successor) Alí ibn Mujàhid Iqbal-ad-Dawla, que no fou alliberat fins al cap de deu anys. En la seva absència al-Muaytí va intentar agafar el poder efectiu a Dénia i quan Mujàhid va tornar el va enviar a l'exili a l'Àfrica del nord.
En els següents trenta anys va governar sembla que sense ambicions territorials ni conflictes militars. Al final de la seva vida hauria tingut alguns problemes amb el seu fill Hassan ibn al-Mujàhid, però els indicis, basats en les monedes encunyades a Dénia, no són concloents. D'entre 1016 i 1043 només s'han trobat dues monedes anteriors a 1020 i després no n'hi cap més fins al final de la seva vida (monedes a partir del 1043). Al darrer decenni va reconèixer al califa Hixam II establert pels abbadites de Sevilla, dinastia amb la qual sembla que va tenir enllaços matrimonials familiars. Vers 1043 o 1044 es pensa que hauria ocupat Múrcia que hauria estat la seva única gran operació militar.
La cort de Dénia fou un centre d'estudis teològics i fou patró de poetes i literats. Hauria fins i tot escrit un tractat de mètrica que no s'ha conservat. A la seva mort el 1044 el va succeir el seu fill Alí ibn Mujàhid Iqbal-ad-Dawla, que va seguir la política cultural paterna.